# Corne (musique)
Pour les articles homonymes, voir Corne.

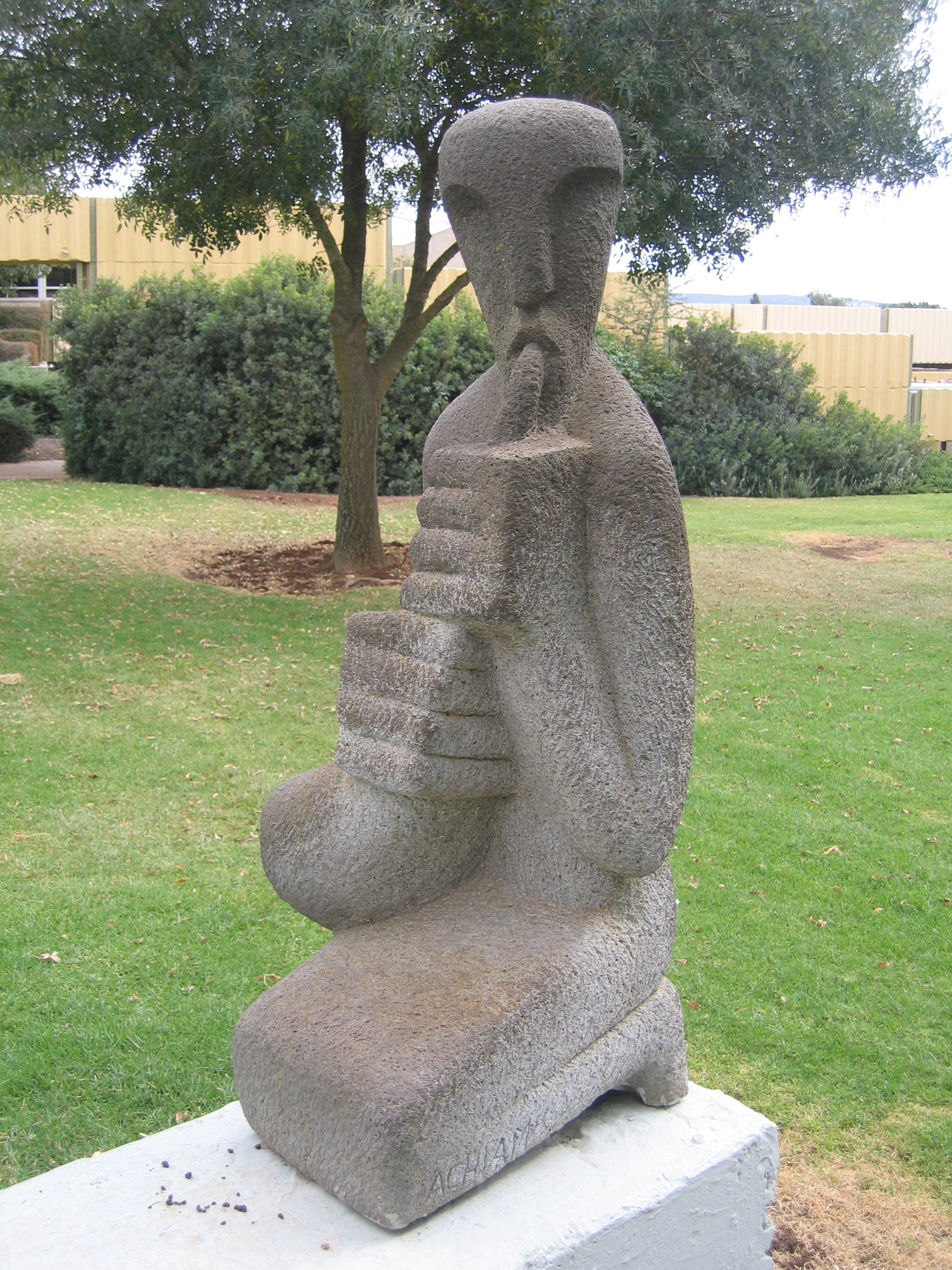
Joueur de corne (basalte - 1964) par le sculpteur Achiam
Collection du Musée Ouvert à Tefen (Israël)

En musique, la corne est utilisé pour désigner :
- la corne, un instrument à vent fait d'une corne d'animal, instrument semblable à l'olifant;

ou plus généralement :
- les cornes, la sous-famille d'instruments à vent de la famille des cuivres regroupant les instruments faits à partir d’une corne animale (cf. supra) ou dont les formes rappellent celle d'une corne animale, tels : les cors , la trompe de chasse ou le clairon

La liste alphabétique des cornes, au sens large, est inscrite ci-dessous.

## Liste alphabétique

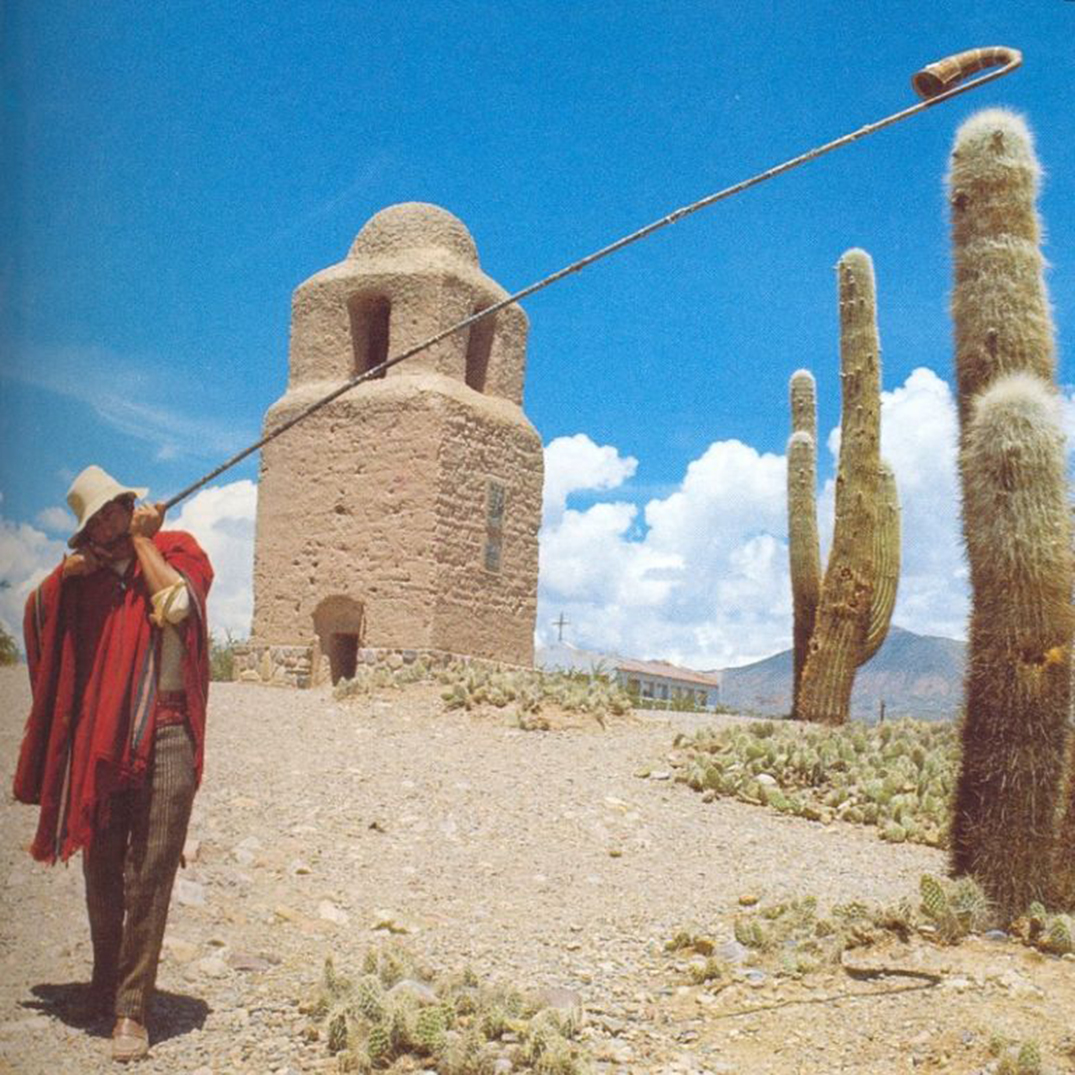
Erke, originaires du Nord-ouest argentin.

- Alboka
- Carnyx
- Clairon
- Conque
- Cor naturel
- Cor de chasse
- Cor des Alpes
- Cor postal
- Corne
- Corne de berger
- Corne de brume
- Cornet à pistons
- Cornet à bouquin
- Erke
- Erkencho
- Karnay
- Olifant
- Shophar
- Trompe de chasse
- Vuvuzela

## Galerie

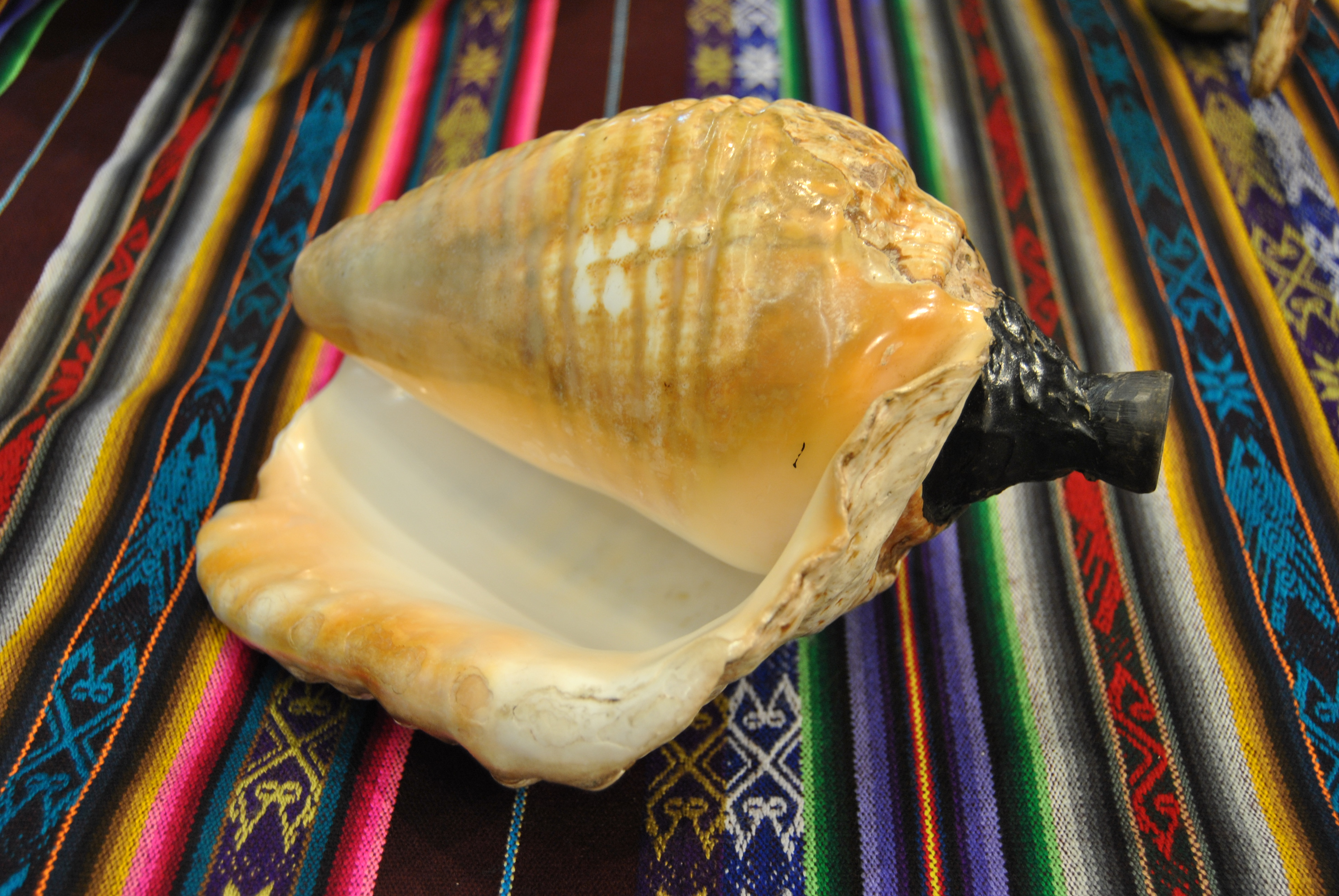
Pututu amérindien et andin
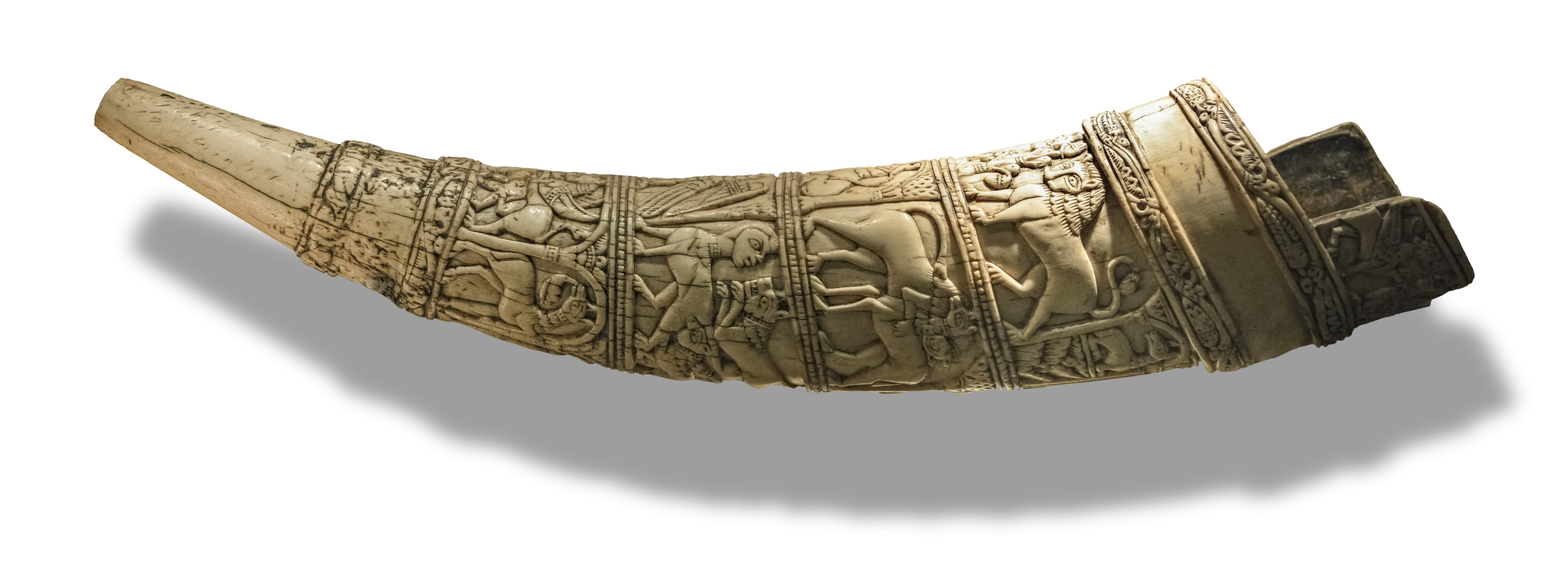
Olifant dit Cor de Roland
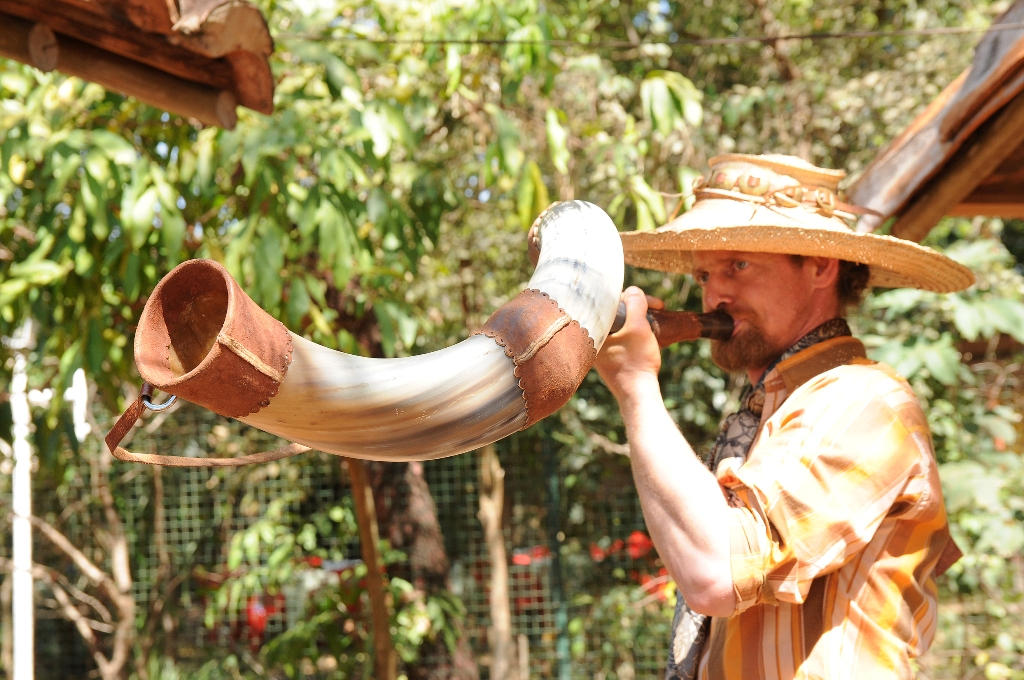
Berrante, de Barretos (Brésil)
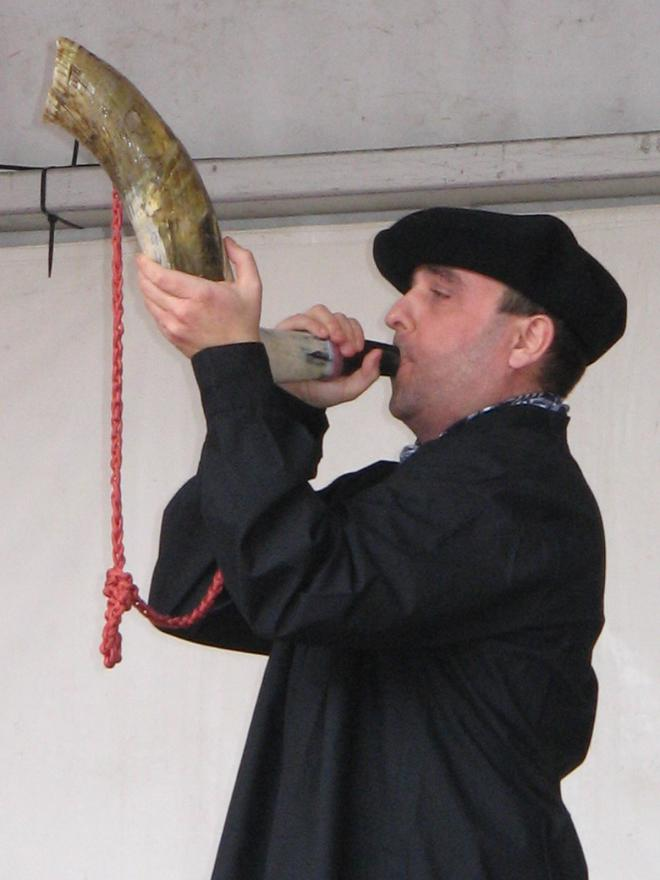
Corne basque
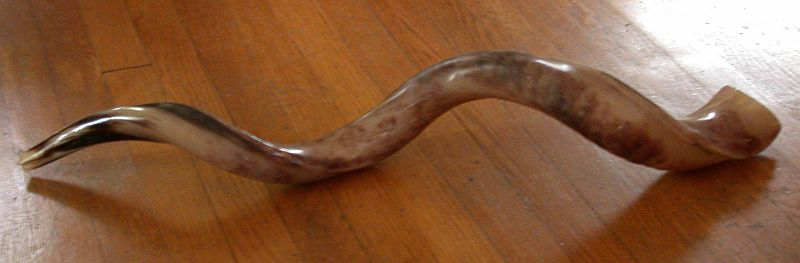
Shofar yéménite
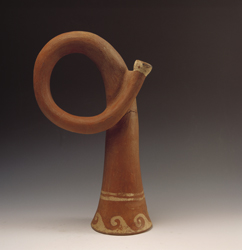
Aérophone péruvien
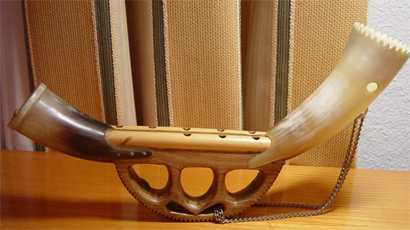
Alboka basque
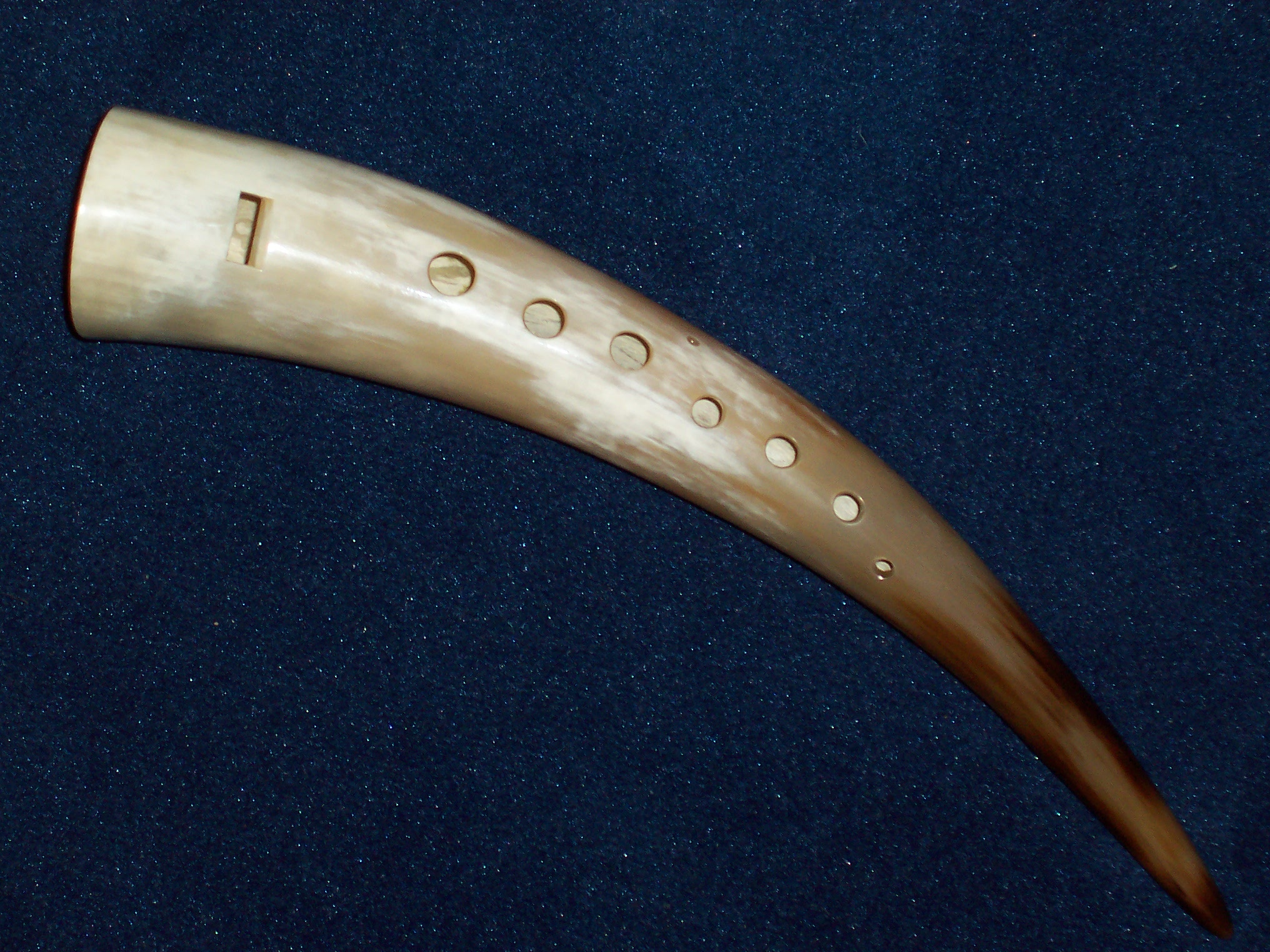
Gemshorn médiéval
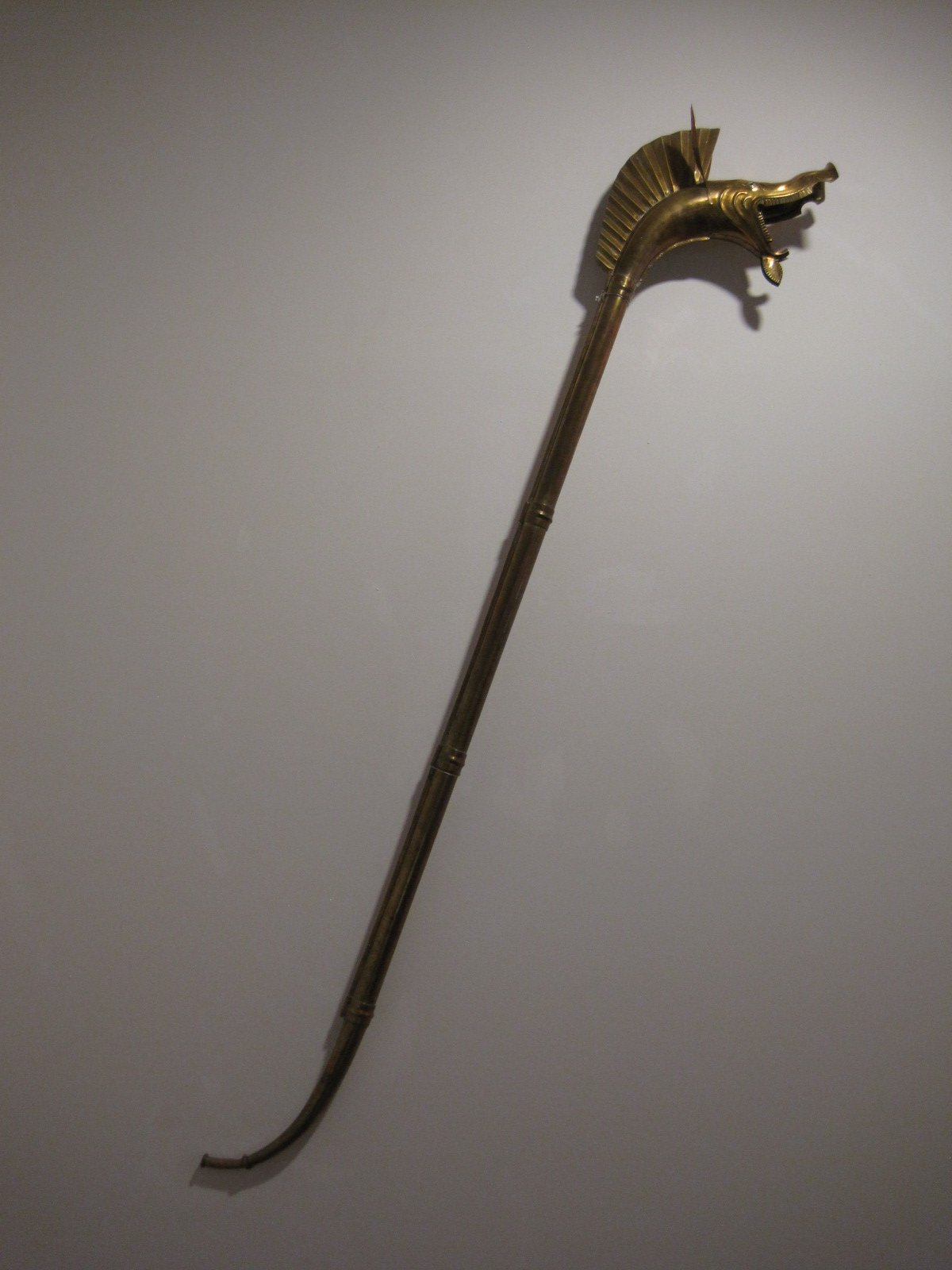
Carnyx gaulois
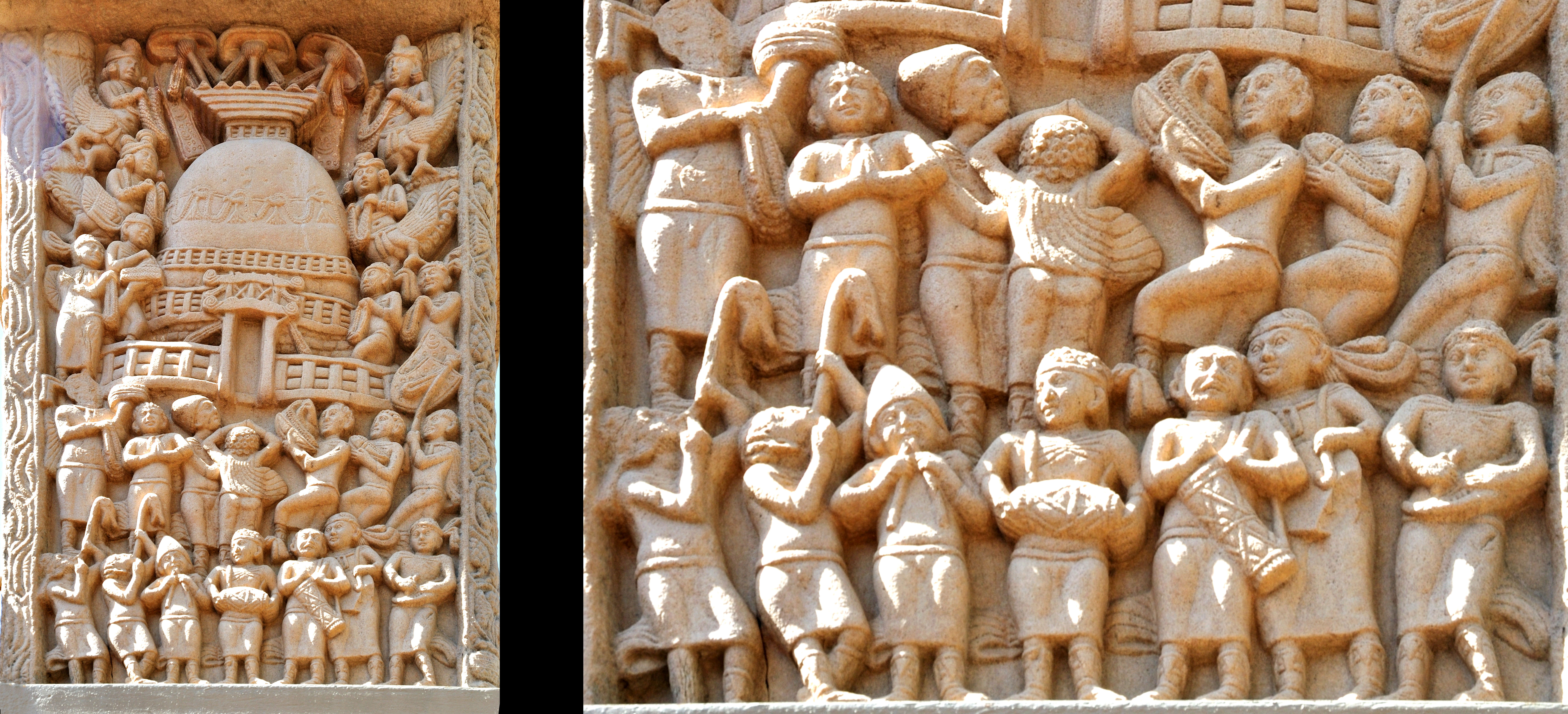
Carnyx indien, à Sanchi
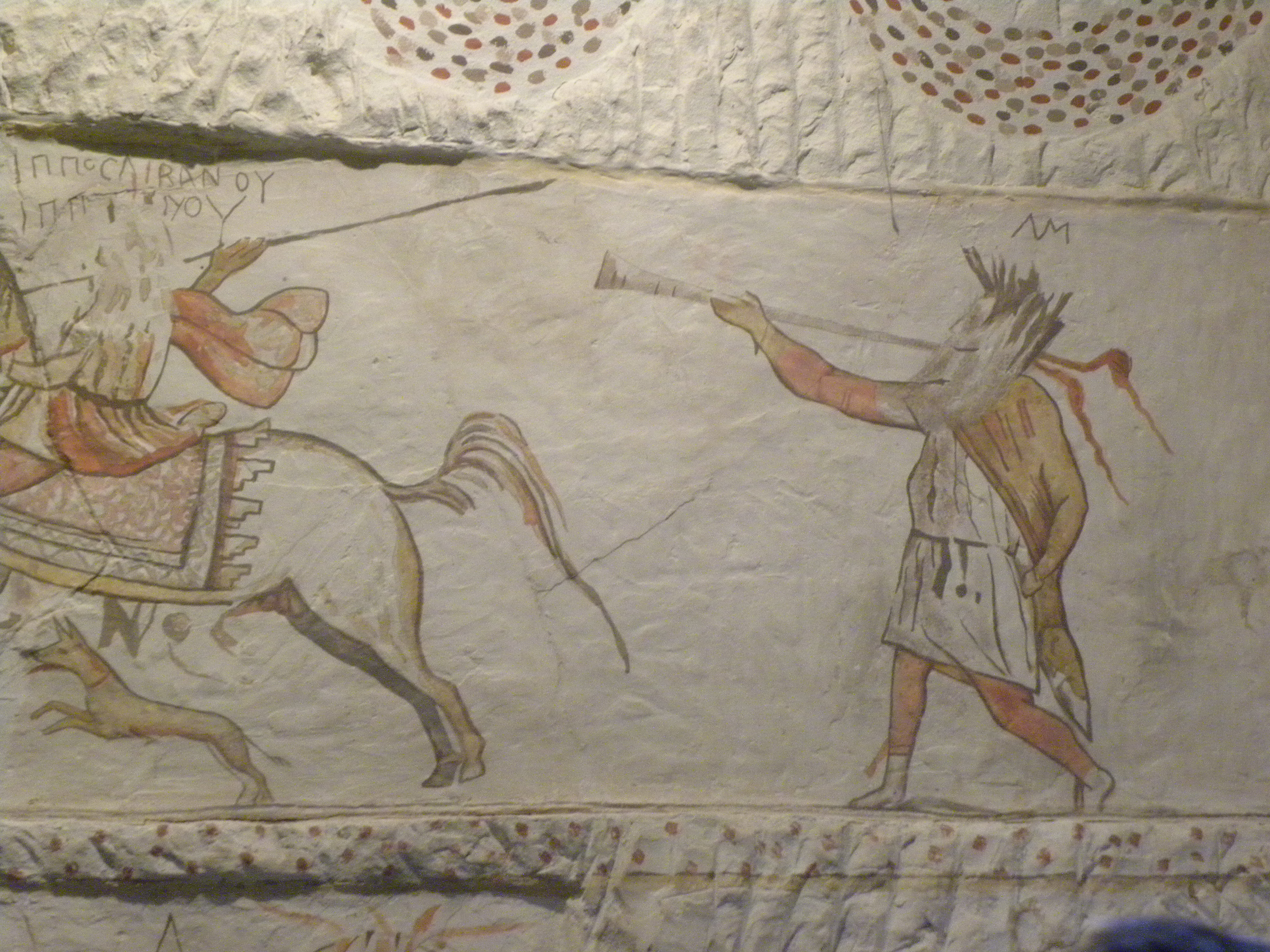
Tuba hellénistique
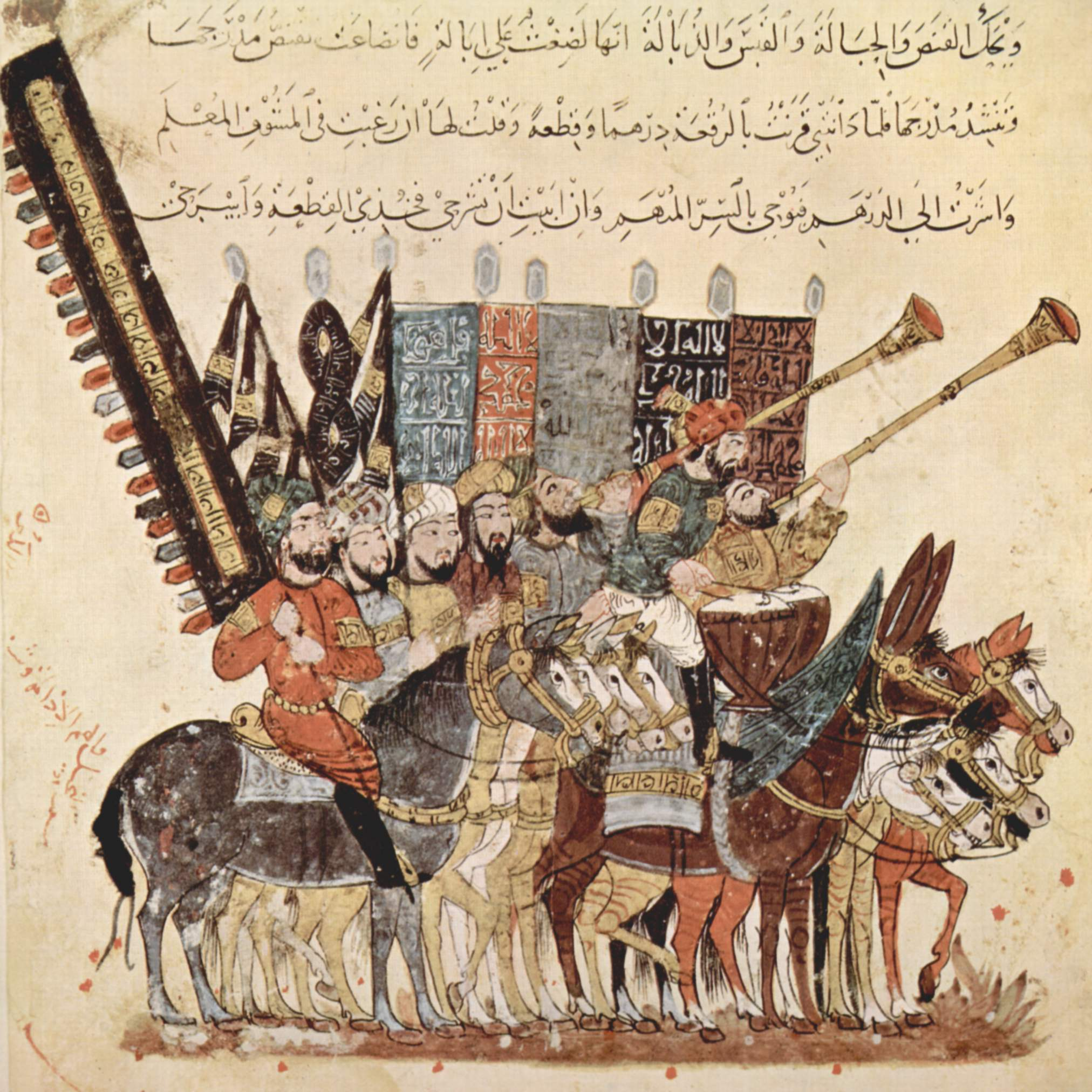
Karnay ou trompette arabe, 1237
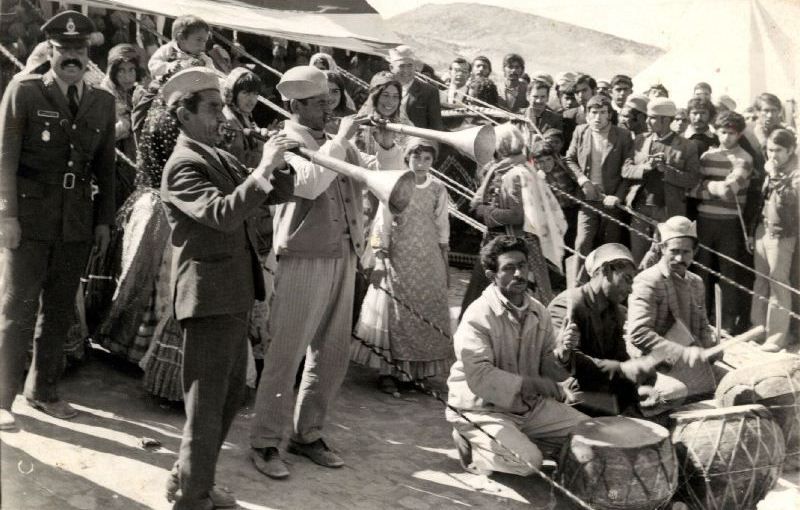
Karnay à un mariage kachkaï
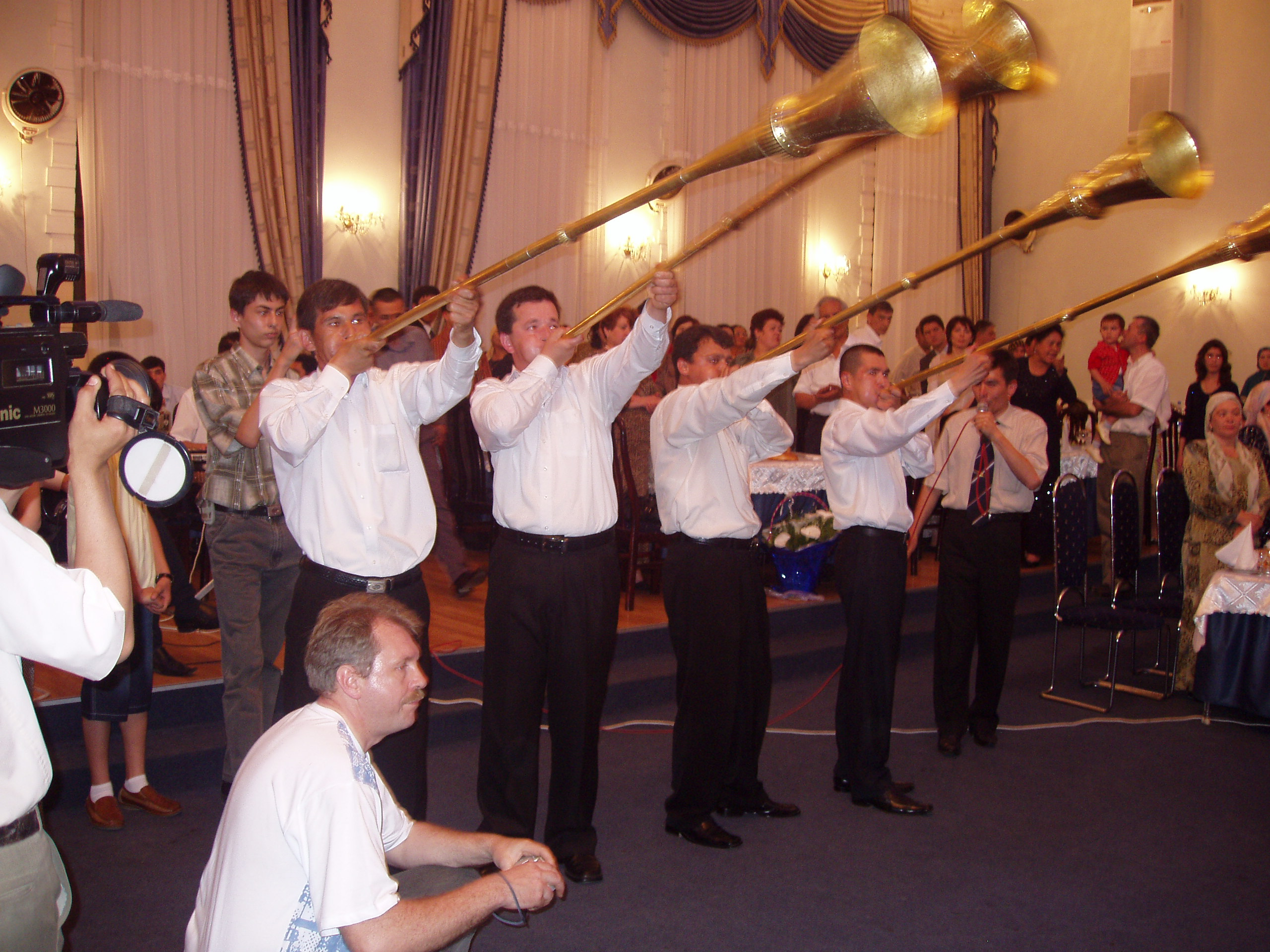
Karnay à un mariage ouzbek
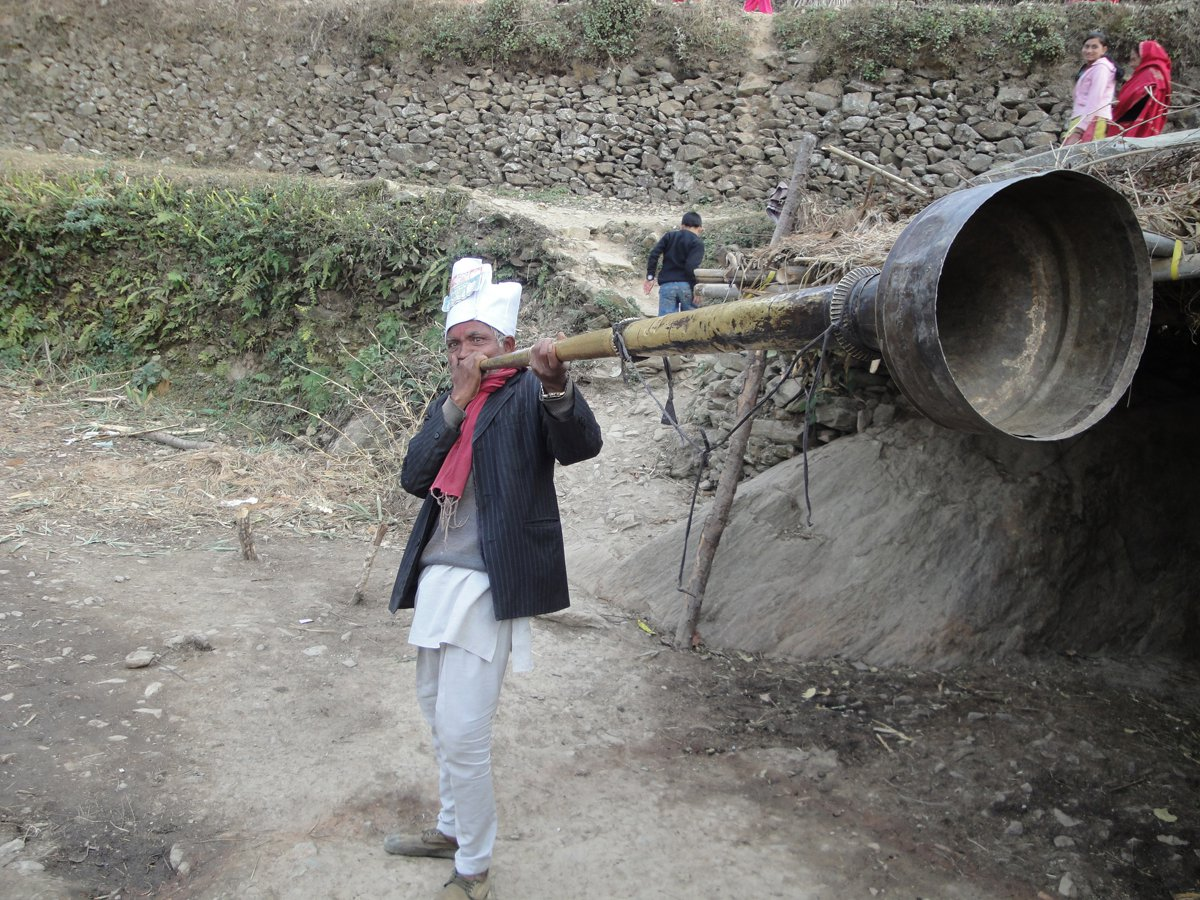
Karnay népalais